# Gnomidolon sinopium
Gnomidolon sinopium là một loài bọ cánh cứng trong họ Cerambycidae.